# Laiphognathus
Laiphognathus är ett släkte av fiskar. Laiphognathus ingår i familjen Blenniidae.
Kladogram enligt Catalogue of Life:
| Laiphognathus | \| \| Laiphognathus longispinis \| \| \| \| \| \| Laiphognathus multimaculatus \| \| \| \| |
|               | \| \| Laiphognathus longispinis \| \| \| \| \| \| Laiphognathus multimaculatus \| \| \| \| |
|               | Laiphognathus longispinis                                                                  |
|               |                                                                                            |
|               | Laiphognathus multimaculatus                                                               |
|               |                                                                                            |